# International Sociological Association
Die International Sociological Association (ISA) ist eine Gesellschaft, deren Aufgabe es ist, wissenschaftliche Ziele im Feld der Soziologie und der Sozialwissenschaften zu verfolgen. Sie wurde 1949 auf Anregung der UNESCO gegründet. Ihre Mitglieder kommen aus über 100 Ländern.

## Ziele und Organisation
Ihre Aufgabe ist es, „to represent sociologists everywhere, regardless of their school of thought, scientific approaches or ideological opinion, and to advance sociological knowledge throughout the world“. Sie gibt die Fachzeitschriften International Sociology (2009 im 24. Jahrgang) und Current Sociology heraus.
Die ISA ist Mitglied des International Social Science Council (Internationaler Rat für Sozialwissenschaften) mit dem Status einer NGO (Non-Governmental Organization), ist der UNESCO assoziiert und hat Beraterstatus beim Wirtschafts- und Sozialrat der Vereinten Nationen.
Präsident (2023–2027) ist der Soziologe Geoffrey Pleyers (Université catholique de Louvain, Belgien).
Die ISA veranstaltet alle vier Jahre einen soziologischen Weltkongress, der letzte fand vom 25. Juni bis 1. Juli 2023 unter dem Titel Resurgent Authoritarianism: Sociology of New Entanglements of Religions, Politics, and Economies in Melbourne statt.
Im Juni 2025 bekräftigte die ISA ihre Position gegen den Völkermord an den Palästinensern im Gazastreifen und schloss die Israeli Sociological Association von der Mitgliedschaft aus. Der Vorstand der Deutschen Gesellschaft für Soziologie kritisierte diese Entscheidung in einer vielbeachteten Pressemitteilung.

## Präsidenten der ISA
- 1949–1952 Louis Wirth, USA
- 1953–1956 Robert C. Angell, USA
- 1956–1959 Georges Friedmann, Frankreich
- 1959–1962 Thomas H. Marshall, UK
- 1962–1966 René König, Bundesrepublik Deutschland
- 1966–1970 Jan Szczepanski, Polen
- 1970–1974 Reuben Hill, USA
- 1974–1978 Tom B. Bottomore, UK
- 1978–1982 Ulf Himmelstrand, Schweden
- 1982–1986 Fernando Henrique Cardoso, Brasilien
- 1986–1990 Margaret S. Archer, UK
- 1990–1994 T. K. Oommen, Indien
- 1994–1998 Immanuel Wallerstein, USA
- 1998–2002 Alberto Martinelli, Italien
- 2002–2006 Piotr Sztompka, Polen
- 2006–2010 Michel Wieviorka, Frankreich
- 2010–2014  Michael Burawoy, USA
- 2014–2018  Margaret Abraham, USA
- 2018–2023  Sari Hanafi, Frankreich/Palästina[6]
- 2023–2027 Geoffrey Pleyers, Belgien[7]